# Helios Acosta
Helios Acosta (Treinta y Tres, 21 de agosto de 1923-Montevideo, 5 de agosto de 1987) fue un pintor uruguayo.

## Biografía
En 1943 recibió una beca del Ministerio de Instrucción Pública y Previsión Social de Uruguay y en la Escuela Nacional de Bellas Artes de Montevideo estudió dibujo y pintura.
Realizó exposiciones en distintos puntos de Uruguay. Asimismo realizó exposiciones colectivas dentro y fuera de ese país. Sus obras le valieron el ser galardonado con diversos premios.
En 1960 fue becado nuevamente, esta vez para estudiar en Río de Janeiro. Allí recibió instrucción sobre grabado en metales en el Museo de Arte Moderna y sobre xilografía en la Escuela Nacional de Bellas Artes.
En agosto de 1961 en ocasión de la reunión del Consejo Interamericano Económico y Social en Punta del Este, participa de la enorme muestra "De Blanes a nuestros días" en la que expusieron ochenta y cinco pintores, diecinueve escultores y diecinueve dibujantes y grabadistas uruguayos entre los que se contaban artistas de la talla de Rafael Barradas, Juan Manuel Blanes, Pedro Blanes Viale, José Cuneo, Pedro Figari, Joaquín Torres García, José Luis Zorrilla de San Martín y José Belloni.